# Song Lian
Song Lian chinois : 宋濂 ; pinyin : sòng lián, parfois orthographié ou Song Lien ou Sung Lien, est un peintre chinois du XIVe siècle, né le 4 novembre 1310 et décédé le 20 juin 1381. Ses origines ne sont pas connues. C'est un amateur d'art, historien et critique d'art et enseignant de Zhu Yuanzhang (Ming Hongwu), premier empereur de la dynastie Ming.

## Biographie
Historien, littérateur et critique d'art, mieux connu comme éditeur de Yuan Shi (元史, yuán shǐ, « Histoire (de la dynastie) Yuan »), annales en 210 volumes de l'Histoire de la dynastie Yuan (1234/1279 – 1368) écrite vers 1370, moins de deux ans après la fin de la dynastie.
Il publie dans le recueil de ses écrits, Song Xueshi Quanji (《宋学士文集》, sòng xuéshì wénjí, « œuvres des lettrés des Song »), un essai intitulé « Hua Yuan » (画原 / 畫原, huà yuán, « Les Origines de la peinture »). Cet ouvrage dont la conception traditionnelle remonte à Zhang Yanyuan et d'autres écrits antérieurs, concerne les origines historico-mythiques de la peinture en relation avec l'écriture et l'importance morale et politique de la peinture, dans les temps les plus anciens. À ces considérations générales, s'ajoutent des remarques plus intéressantes, telle, le premier grand changement (dans l'évolution de la peinture) date de Gu Kaizhi et de Lu Tanwei, le second de Yan Liben et de Wu Daozi et le troisième de Guan Tong, Li Cheng et Fan Kuan, division des premières étapes de l'art chinois qui est reprise ultérieurement, par tous les écrivains. Mais il n'a rien à dire sur l'évolution du monde pictural après la dynastie des Song du Nord (960-1127).

## L'École de Wu
Wuxian est, pendant la période d'anarchie qui suit le retrait des Mongols vers le Nord, le siège d'un pouvoir rebelle. C'est aussi le centre culturel de la Chine. On sait que les traditions lettrées se maintiennent à la Cour dans le milieu des calligraphes. Mais la faveur du pouvoir va aux peintres de portraits, de sujets historiques, d'oiseaux et de fleurs qui travaillent pour eux dans le style académique. Song Lian et Wang Lü qui, tous deux, écrivent sur l'art au XIVe siècle, ne paraissent pas rejoindre les conceptions des lettrés de l'époque. Song Lian, plus âgé que Wang Lü d'une vingtaine d'années, paraît surtout occupé par la peinture de figure. Dans son essai sur les Origines de la peinture (Huayuan), il marche sur les pas de Zhang Yanyuan et cherche à retracer l'évolution de la peinture au cours de l'histoire. Sa recherche est reprise et poussée très loin dans la deuxième moitié du XVIe siècle par Dong Qichang et ses amis. L'expression lettrée ne reconquiert l'intérêt des milieux artistiques qu'après l'ère Xuande. Shen Zhou et Wen Zhengming jouent un rôle important dans ce renouveau.